# Nuytsia floribunda
Нуітсія рясноквітуча, різдвяне дерево (Nuytsia floribunda) — єдиний вид рослин, що належить до монотипного роду нуітсія. Дерево належить до того ж порядку, що і омела біла, Viscum album.

## Назва
Через те, що квіти з'являються на Різдво, отримало назву «різдвяне дерево».

## Будова
Дерево чи кущ до 10 м висоти, кореневий паразит. Кора груба, сіро-коричнева. Квіти жовто-оранжеві.

## Життєвий цикл
Квітне з жовтня по січень.
Коріння дерева прикріпляється до коріння інших рослин, висмоктуючи з них поживні речовини. На станції спостереження під Пертом коріння Nuytsia floribunda оповило підземні електронні кабелі, розчинило пластикову оболонку, спричинивши коротке замикання. Невідомо, чому дерево сприйняло ці кабелі як коріння, але цей приклад демонструє наскільки активний фермент використовує рослина.
Дослідник Джон Берд пише, що у цього дерева не спостерігається явного паразитизму і питання наскільки паразитизм обов'язковий для нього протягом життя залишається відкритим.
Експерименти садівників, що вирощували дві групи дерев з насіння без рослини хазяїна та з ним показали, що обидві групи розвиваються однаково добре.

## Поширення та середовище існування
Росте у Східній Австралії.

## Практичне використання
Вирощується як декоративне дерево.

## Галерея

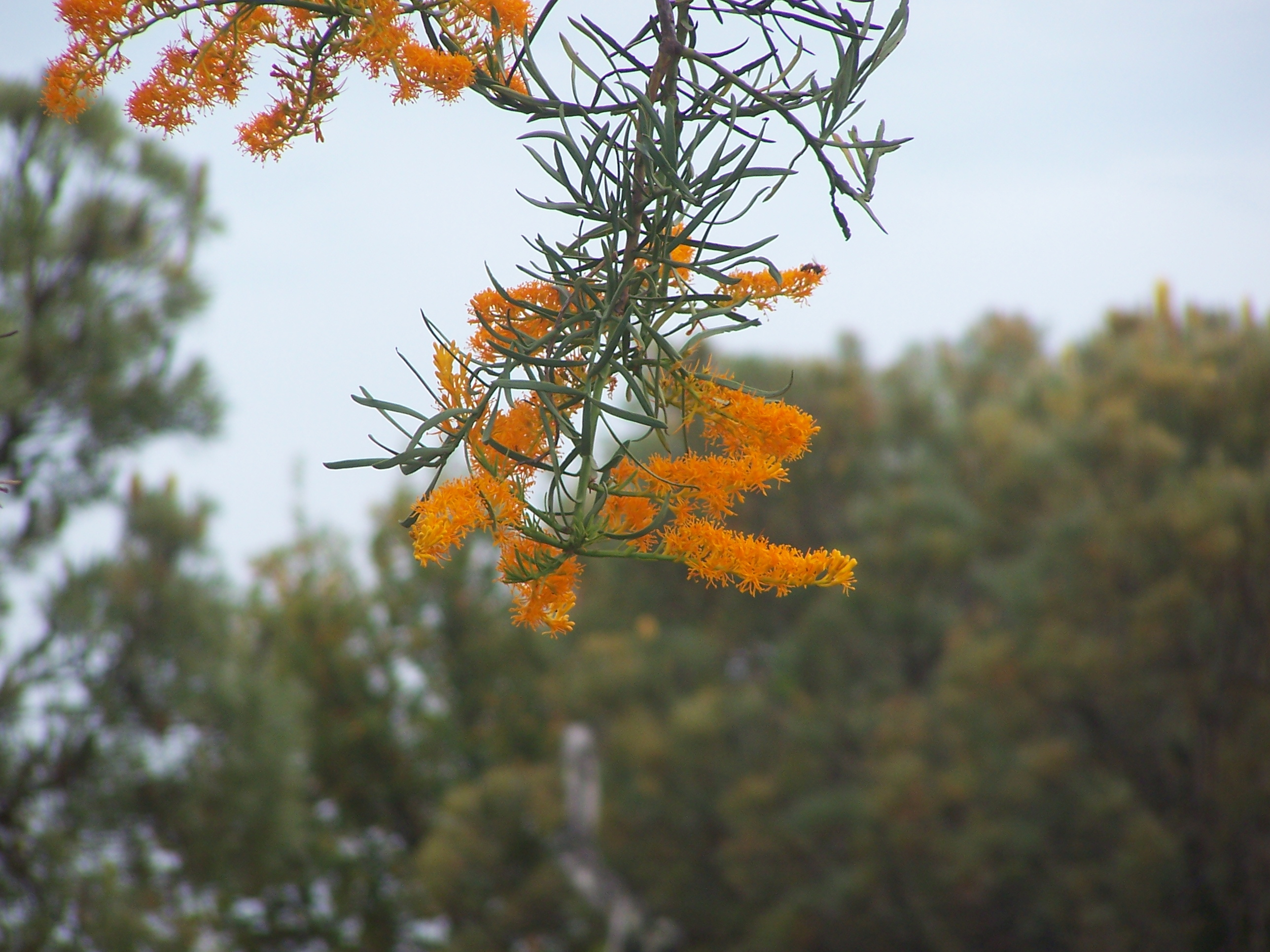
Квіти
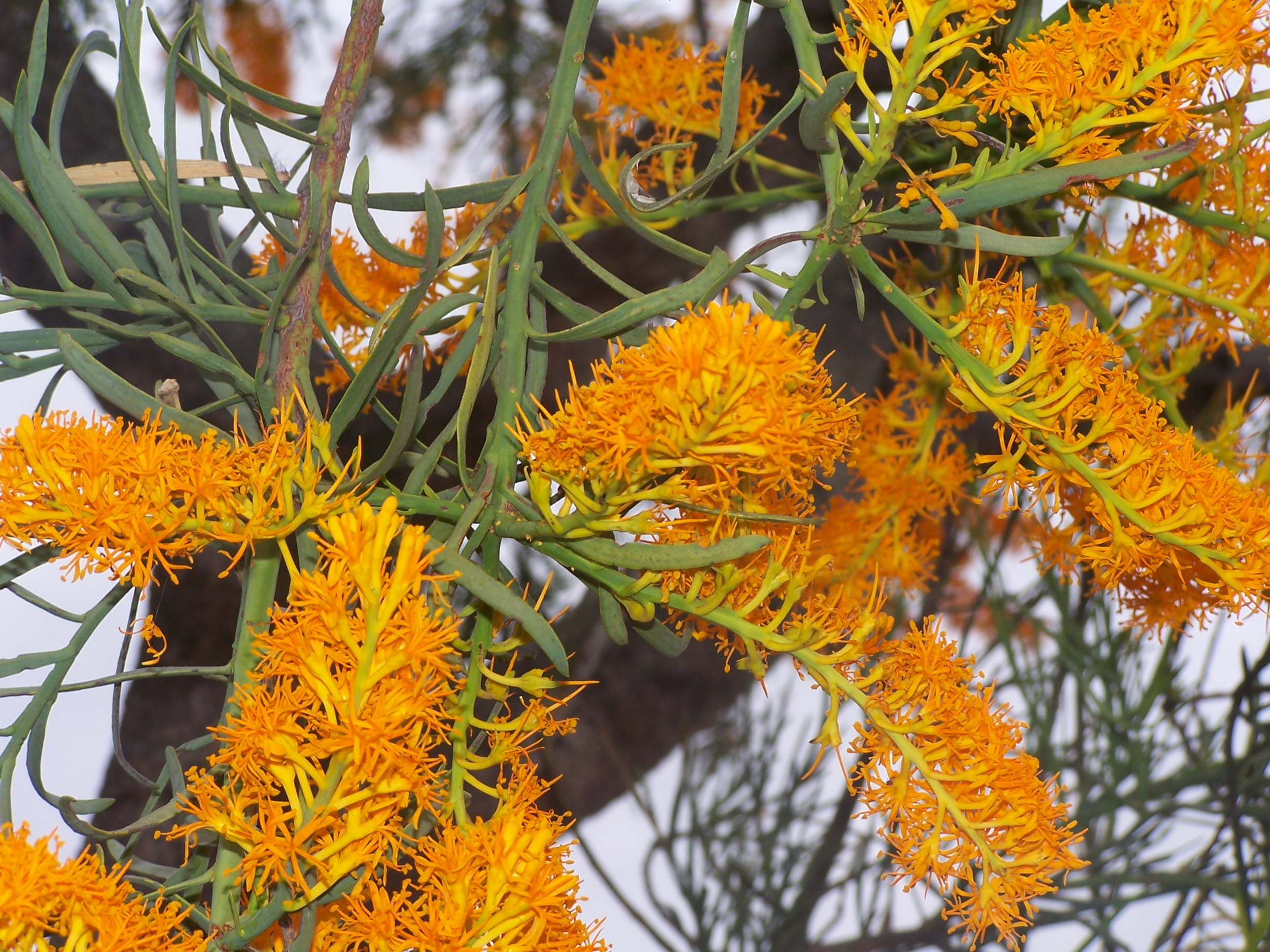
Суцвіття
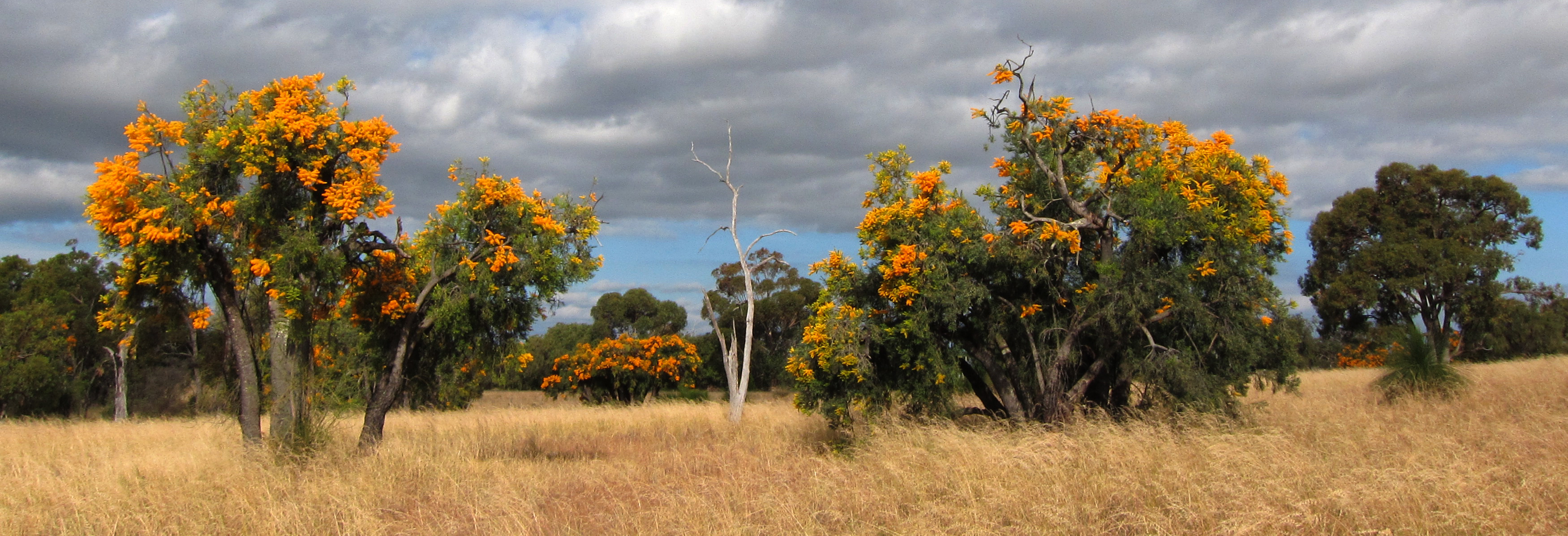
Дерево в полі
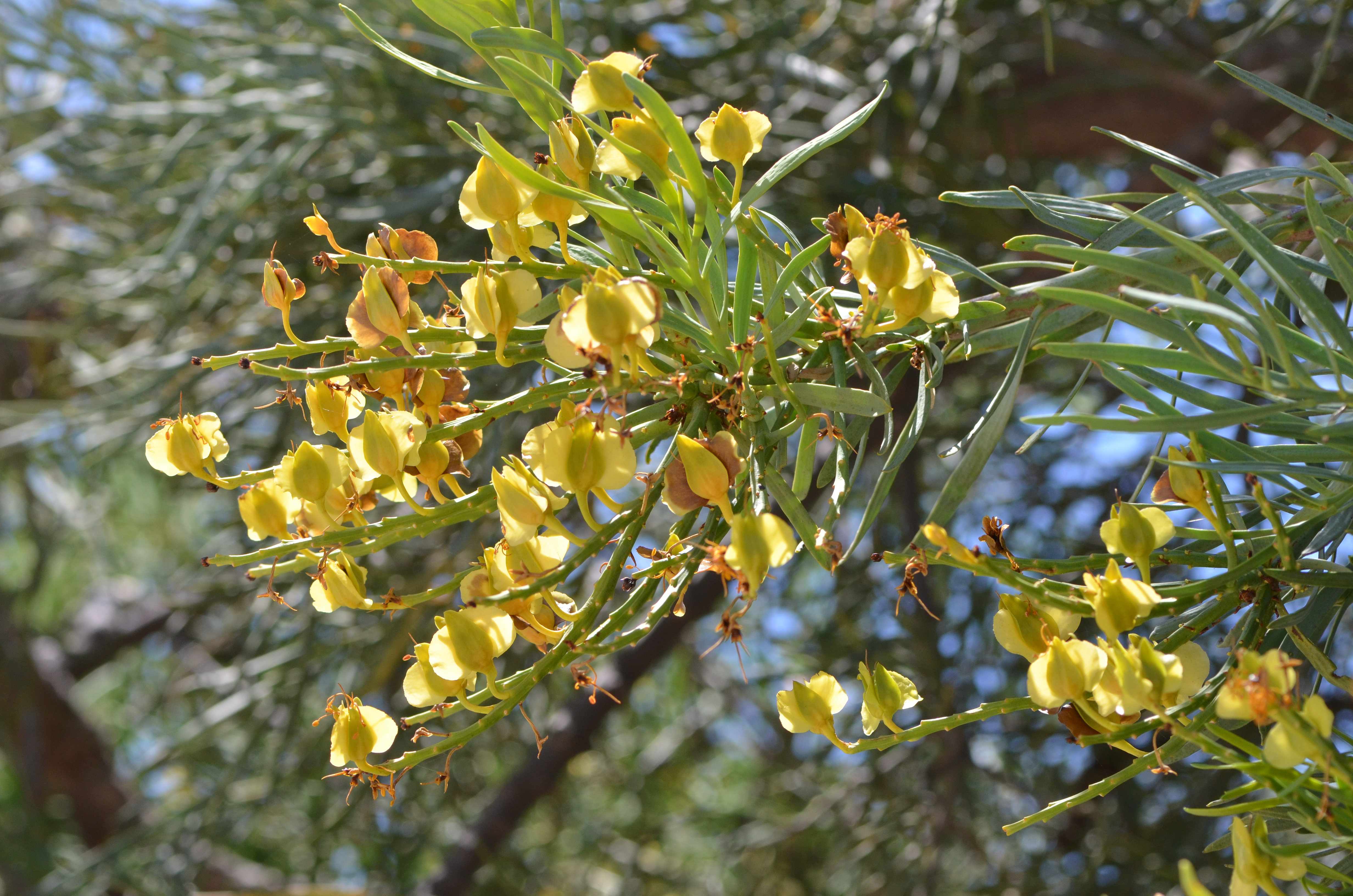
Плоди